# Молейро, Альберто
Альбе́рто Моле́йро Гонса́лес (исп. Alberto Moleiro González; родился 30 сентября 2003, Санта-Крус-де-Тенерифе) — испанский футболист, атакующий полузащитник клуба «Вильярреал».

## Клубная карьера
Уроженец Санта-Крус-де-Тенерифе (Канарские острова), Молейро выступал за клуб «Собрадильо», а в 2018 году присоединился к футбольной академии клуба «Лас-Пальмас».
В основном составе «Лас-Пальмаса» дебютировал 15 августа 2021 года в матче против клуба «Реал Вальядолид». 11 сентября 2021 года забил свой первый гол за клуб в матче против «Ибицы».

## Карьера в сборной
В сентябре 2021 года дебютировал в составе сборной Испании до 19 лет. Год спустя дебютировал за сборную Испании до 21 года.